# 228 (liczba)
228 (dwieście dwadzieścia osiem) – liczba naturalna następująca po 227 i poprzedzająca 229.

## W matematyce
- 228 to liczba złożona
- 228 to liczba nadmiarowa[1]
- 228 to liczba praktyczna[2]
- 228 to liczba Nivena[3]
- 228 to liczba tau[4]
- 228 to suma sześciu kolejnych liczb pierwszych 
{\displaystyle 228=29+31+37+41+43+47}
- 228 to suma dziesięciu kolejnych liczb pierwszych 
{\displaystyle 228=7+11+13+17+19+23+29+31+37+41}

## W astronomii
- planetoida (228) Agathe
- galaktyka spiralna z poprzeczką NGC 228
- kometa 228P/LINEAR

## W innych dziedzinach
- konserwant E228 – wodorosiarczyn potasu